# Bryocyclops anninae
Bryocyclops anninae – gatunek widłonoga z rodziny Cyclopidae. Opisał go w 1926 roku zoolog Richard Menzel, nadając mu nazwę Cyclops anninae.